# Commencent: Part 1 & 2
Commencent: Part 1 & 2 zijn de negenentwintigste en dertigste aflevering van het derde seizoen van het tienerdrama Beverly Hills, 90210, die voor het eerst werden uitgezonden op 19 mei 1993.

## Verhaal
Over 24 uur zal de groep hun schooldiploma krijgen, wat zorgt voor veel chaos. Andrea heeft het beste op school gepresteerd en mag een toespraak houden. Ze is zenuwachtig en weet niet goed wat ze zal moeten zeggen in haar speech. Daarnaast kan ze niet kiezen tussen California University en Yale. Ook Brenda weet niet goed of ze naar Minnesota wil of niet.
Dylan ontdekt dat hij het onroerend goed van zijn vader erft, wat een totale waarde van tien miljoen dollar heeft. Hij wordt opnieuw bezocht door zijn moeder Iris. Ondertussen zijn Donna en David druk bezig met de ochtend van de dag waarop iedereen hun diploma krijgt, aangezien ze een ontbijt presenteren met een afscheidsvideo.
De rest van de groep denkt terug aan hun schoolperiode en beleven hun dag waarop ze hun diploma krijgen.

## Rolverdeling
- Jason Priestley - Brandon Walsh
- Shannen Doherty - Brenda Walsh
- Jennie Garth - Kelly Taylor
- Ian Ziering - Steve Sanders
- Gabrielle Carteris - Andrea Zuckerman
- Luke Perry - Dylan McKay
- Brian Austin Green - David Silver
- Tori Spelling - Donna Martin
- Carol Potter - Cindy Walsh
- James Eckhouse - Jim Walsh
- Ann Gillespie - Jackie Taylor
- Mark Kiely - Gil Meyers
- Denise Dowse - Mrs. Yvonne Teasley
- Michael Cudlitz - Tony Miller
- Stephanie Beacham - Iris McKay
- Michael Rawlins - Jordan Bonner
- Judie Aronson - Shelly
- Josh Taylor - Jack McKay